# Ecsenius tigris
Ecsenius tigris är en fiskart som beskrevs av Springer, 1988. Ecsenius tigris ingår i släktet Ecsenius och familjen Blenniidae. Inga underarter finns listade i Catalogue of Life.